# Fritz Sander (Politiker)
Friedrich „Fritz“ Wilhelm Sander (* 18. Februar 1905 in Oldendorf im Kreis Hameln; † 21. November 1986 in Hameln) war ein deutscher Kommunalpolitiker (Oberbürgermeister von Hameln), Rechtsanwalt und Notar.

## Leben
Friedrich Sander stammte aus einer Bauern- und Mühlenbesitzerfamilie und ging auf das Schiller-Gymnasium Hameln. Er wurde Mitglied der Schwarzen Reichswehr und studierte Rechtswissenschaften in Göttingen und München. Während seines Studiums wurde Sander 1923 Mitglied der Burschenschaft Alemannia Göttingen. 1927 wurde er in Göttingen zum Dr. iur. promoviert. Sein Referendariat machte er in Hannover und Celle, sein Zweites Staatsexamen in Berlin.
Nach seinem Studium ließ er sich 1931 als Rechtsanwalt in Wernigerode nieder, wo er 1937 als Notar zugelassen wurde. Am Zweiten Weltkrieg nahm er von 1940 bis 1945 teil. Als Offizier einer Volksgrenadier-Division wurde er an der Ostfront verwundet und kam in britische Kriegsgefangenschaft, aus der er 1946 entlassen wurde. Er verließ die Sowjetische Besatzungszone. Bis zu seiner Zulassung als Rechtsanwalt und Notar sowie als Fachanwalt für Steuerrecht in Hameln an der Weser arbeitete er im väterlichen Betrieb in Oldendorf.
Sander war vom 13. April 1961 bis 26. Oktober 1966 für die CDU Oberbürgermeister der Stadt Hameln. Zeitweise war er auch zweiter stellvertretender Vorsitzender des Deutschen Keglerbundes. Friedrich Sander war ab 1939 verheiratet Käthe Sander, geborene von Billerbeck, hatte vier Kinder (Barbara, Elke, Sabine und Klaus).

## Veröffentlichungen
- Die Dauer des Erbbaurechts unter besonderer Berücksichtigung des Heimfalls nach der Verordnung vom 15. Jan. 1919. Dissertation Universität Göttingen 1928.